# 普鲁士号战列舰
普鲁士号战列舰为德意志帝国海军所建造的五艘不伦瑞克级前无畏战列舰的四号舰，自1902年4月开始铺设龙骨，翌年10月下水，至1905年7月交付使用。它以以当时的普鲁士王国命名，装备有四门280毫米40倍径速射炮，最高速度为18節（33每小時）。如同世纪之交建造的所有其他前无畏舰一样，随着英国革命性的无畏号于1906年下水，普鲁士号很快便被淘汰；因此，它在德国舰队中的运用十分有限。
普鲁士号在和平年代的役期主要专注于分舰队和舰队的操练以及前往海外港口的训练巡航。该舰在于职业生涯的大部分时间里都是公海舰队第二战列分舰队的旗舰。第一次世界大战爆发后，它曾先后在德意志湾和丹尼斯海峡担任警戒舰。1914年12月，它参加了支援突袭斯卡布罗、哈特尔浦及惠特比的舰队出击，在此期间，公海舰队与英国大舰队的一支分遣队曾发生短暂冲突。普鲁士号于1916年5月被临时派往波罗的海警戒，因此错过了日德兰海战。由于其舰龄过大，它未能重新加入舰队，而是继续充当一艘警戒舰，直至1917年又在威廉港成为供U艇使用的供应舰。
战后，普鲁士号获重组后的魏玛国家海军保留，并被改装为浅层扫雷艇的供应母舰。它于1929年4月正式从海军序列中除籍，至1931年售予拆船商。其舰体一段约63米长的部分被留存下来作为靶舰，二战期间于1945年遭盟军轰炸机炸沉，之后于1954年拆解报废。

## 设计

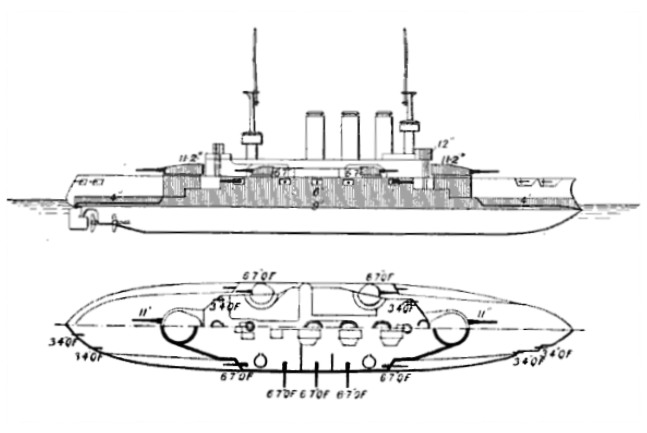
不伦瑞克级舰只线条画

1900年，由海军中将阿爾弗雷德·馮·鐵必制主导的第二部《舰队法》获得帝国议会通过，德意志帝国海军从而获得拨款用于建造建造一个全新的战列舰船级，以接替在1898年第一部《舰队法》中批准的维特尔斯巴赫级战列舰。此时，帝国海军的舰炮供应商克虏伯已经开发出口径达280毫米的速射炮；而此前采用该技术的最大口径炮仅为装备在维特尔斯巴赫级舰上的240毫米炮。海军办公室的设计部门为新战列舰采纳了280毫米炮，同时副炮口径也从150毫米增加至170毫米，原因是随着鱼雷的发展日益高效，鱼雷艇的威胁也越来越大。
尽管不伦瑞克级标志着德国早期战列舰的显著改进，但其设计依然在20世纪初的技术快速发展中成为牺牲品。1906年12月，即普鲁士号入役一年多后，配备十门12英寸（300）炮的英国战列舰无畏号入役，无畏舰的革命性设计使得当时德意志帝国海军的所有主力舰都沦为过时，其中便包括普鲁士号及其姊妹舰。
普鲁士号的水线长度和全长分别为126米和127.7米，有22.2的舷宽和8.1米的前吃水。其标准排水量为13208吨，满载排水量可达14394吨。标准船员编制则为35名军官及708名水兵。舰只配备了三台三缸立式三胀蒸汽机来驱动三副螺旋桨。蒸汽由八台海军式水管锅炉和六台筒形锅炉供应，全为燃煤式。在海试过程中，普鲁士号于自然通风情况下的主机功率为的动力装置可产生的额定功率为7,147千瓦特（9,717匹公制馬力），航速为16.41節（30.39每小時）；而在强制通风的情况下，其主机功率为13,514千瓦特（18,374匹公制馬力）最高速度达18.6節（34.4每小時）。若保持10節（19每小時）的巡航速度，其续航距离可以达到5,270海里（9,760）。
普鲁士号的主炮为四门280毫米40倍径速射炮，它们安装在分居中央舰艛前后两端的两座双联装炮塔内。副炮则包括十四门170毫米40倍径速射炮和十八门88毫米45倍径速射炮。武器套件中还有六具450毫米鱼雷发射管，其中艏、艉两端各一具，两边舷侧各两具，均置于船体的水下部分。舰只受到克虏伯生产的渗碳装甲保护。其装甲带的厚度从110毫米至250毫米不等；舰舯堡垒部分有较厚的装甲，以保护弹药舱及轮机舱，而船体两端则覆以较薄的板材。它的甲板厚度为40毫米，主炮炮塔的装甲则有250毫米厚。新建时，舰只的前桅塔状部分有兼作甲板使用的顶盖，其后又被拆除，取而代之的是在其上面安装了探照灯平台。

## 服役历史

### 建造－1907年
普鲁士号于1902年4月在斯德丁的伏尔铿船厂开始铺设龙骨，工程编号为256。作为同级的四号舰，它是以合同代号“K”作为新增编入舰队的单位进行订购，建造成本达23,990,000金马克。普鲁士号于1903年10月30日下水；在下水仪式上，由时任德国总理伯恩哈德·冯·比洛发表演说，而奥古斯塔皇后则主持为舰只命名。舾装工作完成后，该舰于1905年7月12日投入舰队服役以进行海试。海试一直持续至9月，然后它正式加入第二战列分舰队，并在阵中取代了德皇腓特烈三世号战列舰而担任分舰队司令、海军中将马克斯·冯·菲舍尔旗舰。

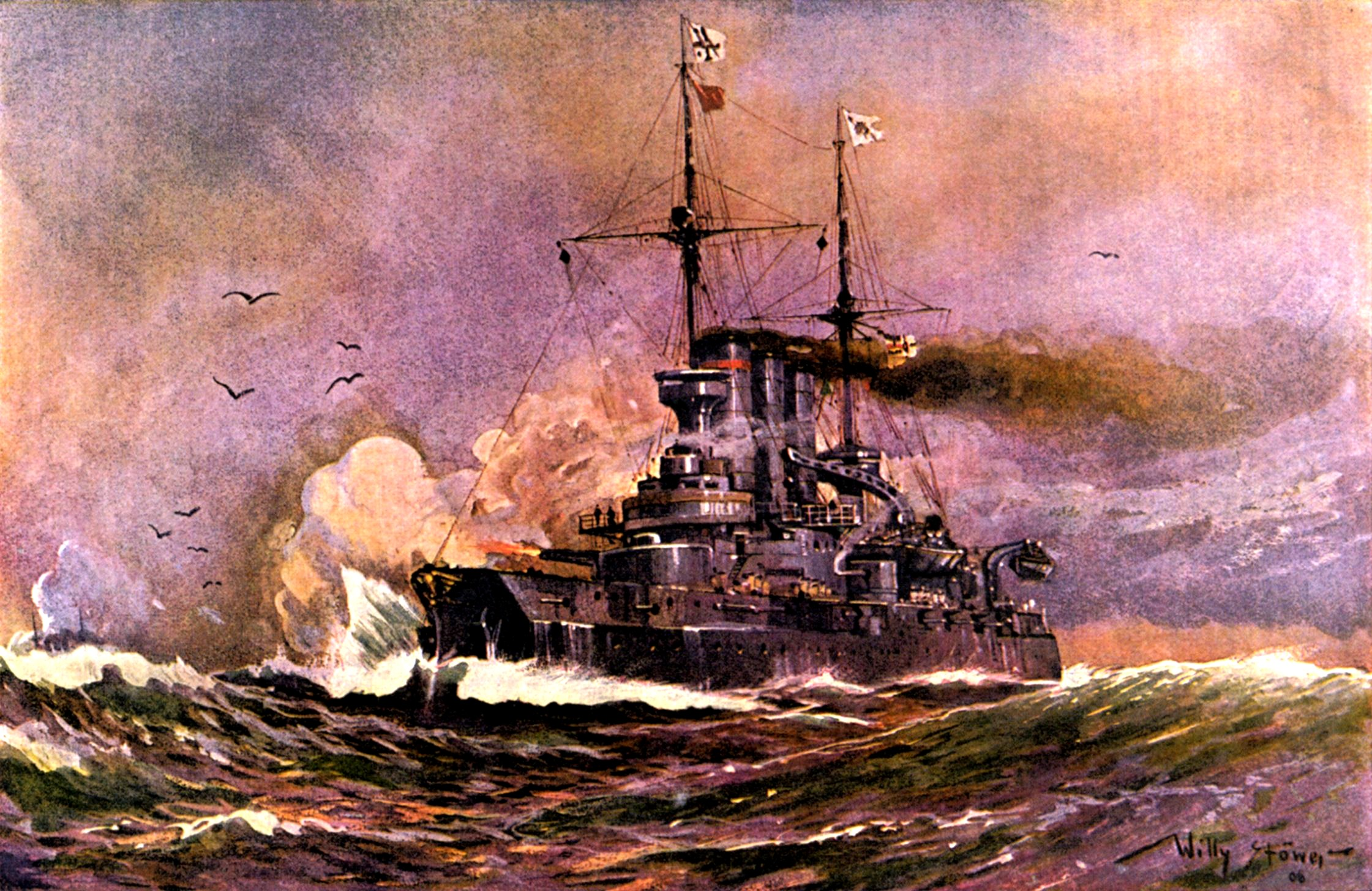
由威利·施特韦于1906年绘制的普鲁士号炮击训练图

活动舰队在20世纪初开展了广泛的训练演习。1906年，这些舰艇都在进行从事单舰、支舰队和分舰队的操练直至4月，期间唯一的中断是在2月，当时普鲁士号负责搭载德皇威廉二世前往哥本哈根，随行的还有小巡洋舰阿里阿德涅号和大鱼雷艇S-121号和G-111号。威廉二世在当地参加了上个月驾崩的丹麦国王克里斯蒂安九世的葬礼。从5月13日开始，大规模舰队演练在北海举行，一直持续到6月8日，并绕斯卡恩巡航进入波罗的海。在6月21日的基尔赛船周期间，普鲁士号收到了西普鲁士和东普鲁士两省共同赠送的礼物，是一面普鲁士战旗。舰队于7月中旬开始了其例行的夏季巡航，并于8月3日出席了挪威国王哈康七世的寿辰。翌日，德国军舰启程前往黑尔戈兰岛，加入正在那里进行的演练。
舰队于1906年8月15日返回基尔，开始为秋季演习做准备。8月22日至24日，舰队在基尔外围的埃肯弗德湾参加了登陆演练。演习于8月31日至9月3日暂停，当时舰队接待了来自丹麦和瑞典的军舰，然后从9月3日至9日又在基尔接待一支俄国分舰队。演习于9月8日恢复，并持续了多五天。普鲁士号参与了12月8日至16日驶入卡特加特海峡和斯卡格拉克海峡的波澜不惊的冬季巡航。1907年第一季度遵循了与前一年相同的训练模式，并且在2月16日，活动舰队正式更名为公海舰队。从5月底到6月初，舰队在北海展开夏季巡航，并经卡特加特海峡返回波罗的海。随后是7月12日至8月10日前往挪威的例行巡航，舰队继而进行了年度秋季演习，从8月26日持续到9月6日。演习内容包括与陆军第九军在阿彭拉德周边进行联合登陆演练。10月1日，海军少将路德维希·冯·施罗德登上普鲁士号，负责指挥第二分舰队，因为费舍尔已经调任北海海军基地司令。冬季训练巡航于11月22日至30日驶入卡特加特海峡。

### 1908－1914年
1908年2月，公海舰队在波罗的海进行了训练演习。舰队于7月17日离开基尔，穿过威廉皇帝运河进入北海，然后继续深入大西洋。时任公海舰队总司令的海军上将海因里希亲王在往年曾力推类似的巡航，认为这将使舰队为海外行动做好准备，并可打破仅在德国水域训练的单调局面——尽管英德两国已在不断发展的海军军备竞赛上关系高度紧张。航行期间，普鲁士号曾到访加那利群岛的拉斯帕尔马斯。舰队于8月13日返回德国。秋季演习从8月27日持续到9月12日。同年晚些时候，舰队还巡访了德国的沿海城市，以答谢民众对海军增加开支的支持。
普鲁士号与另外两艘战列舰波美拉尼亚号和石勒苏益格-荷尔斯泰因号于1909年初一同被派往荷尔斯泰因海岸，为商船在海冰上开路。7月7日至8月1日则进行了另一次深入大西洋的巡航，期间普鲁士号曾在西班牙的费罗尔停留。而在返回德国途中，公海舰队在斯皮特海德受到了英国皇家海军的迎接。同年末，海军上将亨宁·冯·霍尔岑多夫就任公海舰队总司令。他的任期被烙上了战略实验的印记，这是由于水下武器造成的威胁日益增加，而新的拿骚级战列舰太宽而无法通过威廉皇帝运河。因此，舰队驻地于1910年4月1日从基尔转移至威廉港。

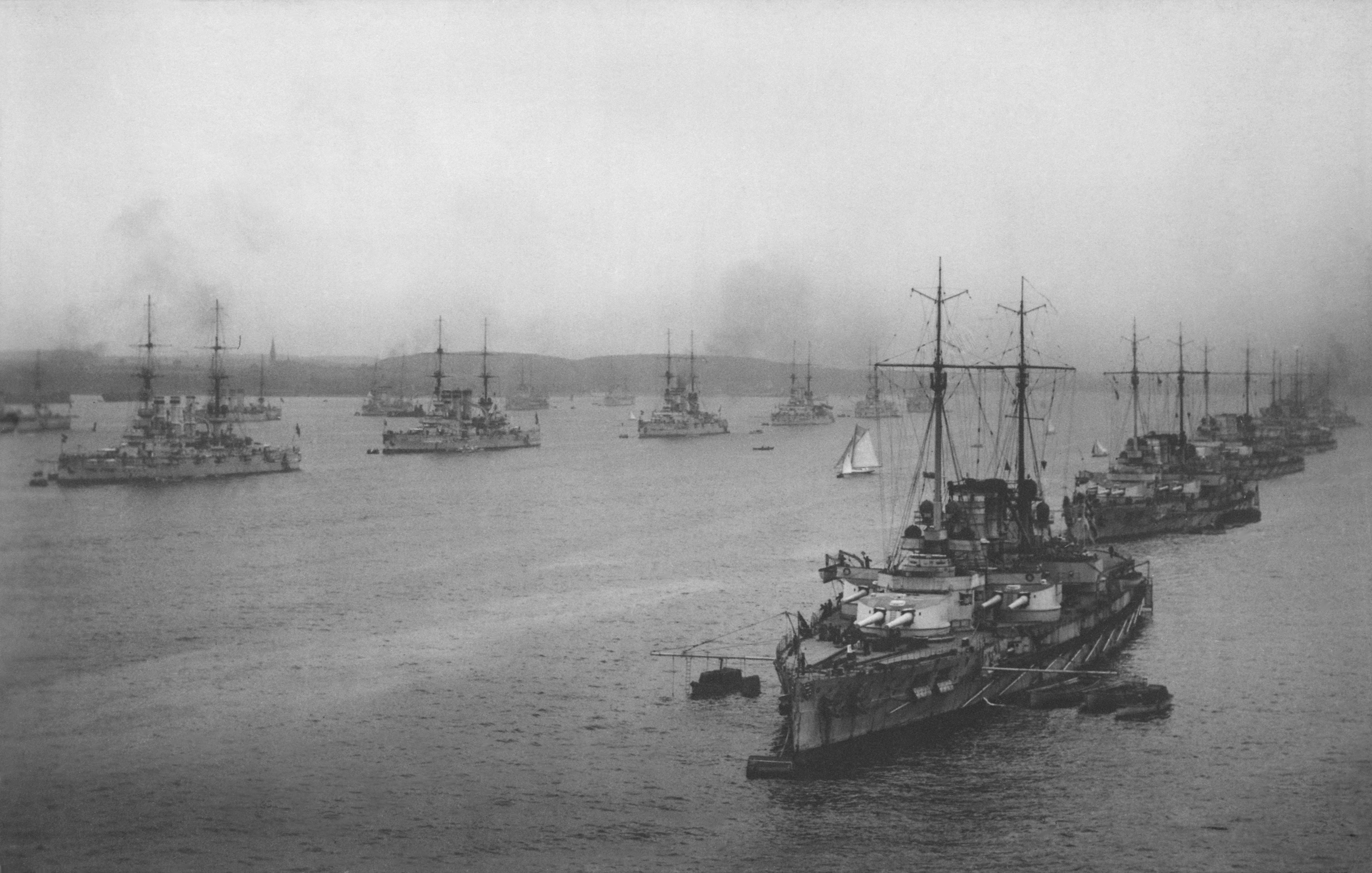
第一（前景）和第二分舰队（背景）在基尔

1910年5月，舰队在卡特加特海峡进行训练演习。此举符合霍尔岑多夫的战略，他设想将英国皇家海军吸引至那里的狭窄水域。年度夏季巡航是前往挪威，随后是舰队训练，期间还于8月29日在但泽举行了一次海上阅兵。演习结束后，施罗德调任波罗的海海军基地司令，他在普鲁士号舰上的指挥职责由海军少将腓特烈·冯·英格诺尔接替。进入波罗的海的训练巡航于年底进行。1911年3月，舰队在斯卡格拉克海峡和卡特加特海峡进行了舰队训练，但这一年的秋季演习仅限于驶至波罗的海和卡特加特海峡。演习期间，舰队为来访的奥匈帝国使团而举行了另一次海上阅兵，检阅者包括奥匈皇储弗朗茨·斐迪南大公及海军总司令鲁道夫·蒙特库科利。
在1912年中期，由于阿加迪尔危机，夏季巡航仅限于波罗的海，以避免在与英国和法国的紧张局势加剧期间暴露舰队。1913年1月30日，霍尔岑多夫被解除了舰队总司令的职务，这在很大程度上是因为威廉二世对其战略眼光不满意；英格诺尔接替了霍尔岑多夫的位置，海军少将赖因哈德·舍尔则于2月4日接替英格诺尔成为第二分舰队司令。8月下旬，该分舰队在秋季演习开始时穿越威廉皇帝运河，抵达黑尔戈兰岛；这次航行是引人瞩目的，因为运河已经关闭了一年多，为了允许体积更大的无畏舰通过而进行了扩建。普鲁士号于11月进入旱坞进行定期维修，因此错过了当月的训练演习。
普鲁士号出席了1914年于5月2日在森讷堡举行的庆祝普丹战争迪伯尔战役胜利50周年的纪念活动；与它同行的还有姊妹舰黑森号、洛林号、战列舰西里西亚号以及大巡洋舰布吕歇尔号。7月，普鲁士号参与了前往挪威的舰队巡航，但这次巡航受到奥匈大公弗朗茨·斐迪南遇刺而引发的七月危机以及随后国际紧张局势加剧的影响而中断。7月25日，船员们获悉奥匈帝国向塞尔维亚发出最后通牒，普鲁士号遂于翌日离开挪威与舰队余部会合。该舰原定于同年年底退役，其分舰队旗舰的职责将由无畏舰威斯特法伦号取代。普鲁士号原计划还将接替维特尔斯巴赫号进入波罗的海预备役支队，但第一次世界大战的爆发使这些计划全部打消。

### 第一次世界大战

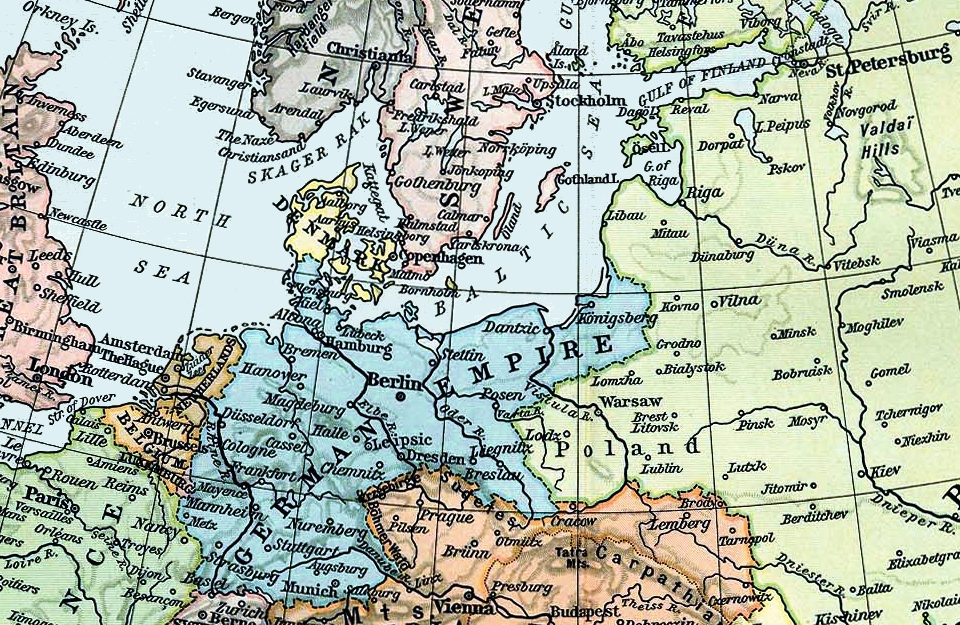
1911年的北海及波罗的海时局图

1914年8月战争爆发后，海军参谋本部将第二分舰队部署至德意志湾，以保卫德国海岸免受德国人认为迫在眉睫的英国皇家海军大规模攻击。普鲁士号及其分舰队余部驻扎在易北河河口，对在海湾执行巡逻任务的舰艇提供支援。当明确了英国人不会袭击公海舰队后，德国人便开始了一系列的行动，旨在引诱并歼灭在数量上占优势的英国大舰队的部分兵力。通过实现兵力的大致均等，帝国海军就可以在北海南部发动决定性的战役。
公海舰队执行的首次类似行动是1914年12月15－16日的突袭斯卡布罗、哈特尔浦及惠特比。当海军少将弗朗茨·冯·希佩尔的战列巡洋分舰队袭击沿海城镇时，主力舰队会提供远程支援。12月25日夜晚，由十二艘无畏舰和八艘前无畏舰组成的战列舰编队一度驶至距离英国一个孤立分舰队的六艘战列舰约10海里（19）的范围内。然而，与对方屏卫驱逐舰之间在黑暗中的零星冲突使得英格诺尔确信，整个大舰队都在他面前部署好了。根据德皇威廉二世的命令，若不能确保胜利则避免战斗，英格诺尔遂中断了交战并调转战列舰返回德国。月底，海军少将费利克斯·丰克接替了舍尔的职位，后者改为执掌第三战列分舰队。
1915年3月14日，普鲁士号前往基尔进行定期维修，并由德国号战列舰取代其分舰队旗舰的地位。后者在分舰队内余下的役期内一直担任这个职务，除了1915年9月19日至10月16日、1916年2月25日至4月7日、9月和1917年1月22日至2月10日——在这期间，普鲁士号都暂时恢复了旗舰角色。从1916年4月开始，第二分舰队的舰艇开始在丹尼斯海峡巡逻；由部队中的每艘舰轮替执行任务，其余的则留在易北河或与主舰队共同服役。4月21日，普鲁士号接替黑森号开始其首轮警戒巡逻；因此，该舰缺席了三天后炮击雅茅斯及洛斯托夫特的行动。5月4日，普鲁士号的巡逻周期结束，返回易北河，但它于5月21日又被调回海峡，并一直待到6月8日。结果，该舰错过了5月31日至6月1日在斯卡格拉克海峡爆发的日德兰海战。其姊妹舰洛林号也错过了这场战役，因为后者被认为舰况太差，无法参与舰队出击。
日德兰之役向时任舰队总司令的舍尔证明，前无畏舰战列舰太过脆弱，无法参与重大舰队行动，因此他将第二分舰队从公海舰队中分离出去。结果，普鲁士号只能继续作为警戒舰服役。它于6月30日至7月23日和8月15日至31日在丹尼斯海峡完成了进一步巡逻。1917年3月13日，普鲁士号离开易北河，航行前往波罗的海，在那里它被临时充当破冰船，为通往斯维内明德的航道扫清障碍。该舰于8月5日退役，其大部分船员被换编至新的战列巡洋舰兴登堡号舰上。从那时起到战争结束，普鲁士号转而担任基地设在威廉港的第三潜艇区舰队的供应舰。1918年6月，普鲁士号还曾短暂扣押了一位美国海军水兵爱德华德·伊萨克，他是在己方舰只遭U-90号潜艇击沉后被俘。伊萨克随后逃离了德国战俘营并获颁荣誉勋章。

### 战后生涯

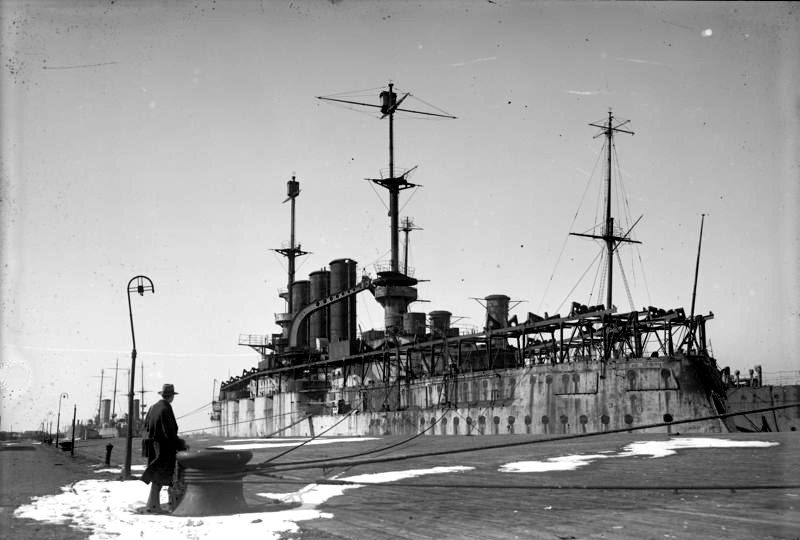
被改装为供应母舰后的普鲁士号

战争结束后，德国与协约国签订了《凡尔赛条约》，德意志帝国海军改组为国家海军。根据条款第181项，新海军获准保留八艘前无畏舰，其中两艘将作为岸防储备。普鲁士号是被选中继续在国家海军服役的军舰之一。该舰于1919年在威廉港的国家海军船厂改装为浅层扫雷艇（F艇）的供应母舰；它被解除武装，但保留了此前的鹅颈式吊杆，并通过新装的起重平台来升降F艇。
普鲁士号受命与国家海军一同为扫雷工作提供支援，但事实证明它重心过高，无法作为一艘有效的母舰，很快便被老式的小巡洋舰阿科纳号取代。普鲁士号继而被列为后备役，直到1929年4月5日正式从海军序列中除籍。1931年2月25日，国家海军作价216,800国家马克将其售予拆船商。随后，普鲁士号在威廉港被拆解，但其舰体中一段63米长的部分被保留下来，用作水下武器（包括水雷及鱼雷）的测试标靶。这部分船体被昵称为“四棱号”（SMS Vierkant）。第二次世界大战期间，盟军轰炸机于1945年4月轰炸并击沉了普鲁士号的这部分船体。其残骸最终于1954年底被打捞上岸并报废。

## 延伸阅读
- Dodson, Aidan; Cant, Serena. . Barnsley: Seaforth Publishing. 2020. ISBN 978-1-5267-4198-1.
- Koop, Gerhard & Schmolke, Klaus-Peter. . Bonn: Bernard & Graefe Verlag. 2001. ISBN 978-3-7637-6211-8.